# Elvira Madigan (svensk film, 1967)
Elvira Madigan er en svensk film fra 1967 instrueret af Bo Widerberg  om kærlighedsaffæren mellem den danske linedanserinde Elvira Madigan og den svenske løjtnant Sixten Sparre. Filmen var en nyindspilning af Åke Ohbergs 1943-filmatisering af Elvira Madigan. 
Bo Widerberg forsøgte i første omgang at engagere den russiske skuespillerinde Anastasia Vertinskaja i rollen som Elvira Madigan, men da det mislykkedes, kontaktede han den 17-årige Pia Degermark, som han havde set på et fotografi i en ugeavis.

## Handling
Handlingen bygger på virkelige begivenheder.
Det er historien om den umulige kærlighed mellem den danske linedanserinde Elvira Madigan og den ældre, gifte og adelige svenske kavaleriløjtnant Sixten Sparre. Sammen flygter de til Danmark, hvor de indlogerer sig på et hotel som bryllupsrejsende. Men pengene er snart brugt, og kærligheden ender i tragedie på øen Tåsinge, hvor Sixten skyder dem begge med sin revolver.

## Medvirkende
- Pia Degermark – Elvira Madigan (Hedvig Jensen), linedanserinde
- Thommy Berggren – Løjtnant Sixten Sparre
- Lennart Malmer – Kristoffer, Sixtens ven
- Cleo Jensen – Cleo, kogekone
- Nina Widerberg – Cleos datter
- Yvonne Ingdahl – Elvira Madigans stemme

## Ekstern henvisning
- Elvira Madigan på Internet Movie Database (engelsk)
- Elvira Madigan på Filmdatabasen
- Elvira Madigan på Scope
- Elvira Madigan i Svensk Filmdatabas (svensk)
- Elvira Madigan på AlloCiné (fransk)
- Elvira Madigan på MovieMeter (nederlandsk)
- Elvira Madigan på AllMovie (engelsk)
- Elvira Madigan hos American Film Institute (engelsk)
- Elvira Madigan på Turner Classic Movies (engelsk)
- Elvira Madigan på The Movie Database (engelsk)